# Paraeuchaeta californica
Paraeuchaeta californica är en kräftdjursart som först beskrevs av Esterly 1906.  Paraeuchaeta californica ingår i släktet Paraeuchaeta och familjen Euchaetidae. Inga underarter finns listade i Catalogue of Life.